# April Ryan
April Ryan es un personaje de ficción del premiado juego de aventuras The Longest Journey (1999) y sus secuelas, Dreamfall: The Longest Journey (2006) y Dreamfall Chapters (2014). En la primera entrega del juego, ella es la protagonista, mientras que en la segunda es uno de los tres personajes principales. En todos los juegos es doblada en la versión inglesa por Sarah Hamilton, y en español, es doblada por Conchi López en la primera entrega y por Ana García Olivares en la segunda.

## Biografía

### Inicios
April Ryan es la hija humana del Dragón Blanco de los Draic Kin. No se sabe quién es su padre, o si siquiera tiene. La joven estudia pintura en New Venice, Newport (EE. UU.), en el mundo de Stark.
Si April nació en Arcadia o en Stark no se sabe; pero poco después de su nacimiento el 14 de abril de 2191 en el calendario de Stark, fue adoptada por una familia que vivía en Kansas, Estados Unidos. Un hecho trascendental en la infancia de April fue una caída que sufrió de pequeña por un descuido de su padre, hecho que le podría haber causado una pequeña discapacidad (no se concreta en el juego.). Éste, a raíz de aquello, se sintió culpable, así que optó por ignorar a su hija. Sin embargo, según la niña se fue recuperando, sintió que ella se estaba riendo de él y empezó a culparla por su propia miseria.
A pesar de la mala relación de April con su padre, siempre se ha llevado bien con su madre adoptiva y rara vez ha tenido discusiones con sus dos hermanos, Danny y Owen. Después de cumplir los 18 años, April abandonó definitivamente a su familia adoptiva, después de tener una última bronca con su padre, donde resultó herido al precipitarse por unas escaleras. Sin despedirse de su madre, April abandonó la granja y se dirigió a Newport, una metrópoli industrial de la Costa Este. Es en este momento de su vida cuando comienzan los acontecimientos de The Longest Journey.

### The Longest Journey
Esta sección contiene texto sobre el desarrollo del juego The Longest Journey.
En el principio de The Longest Journey, April vive en una habitación en "Border House", (En Español conocido como "La Frontera", referencia al propio arguemento del juego, así lo concreta Fiona, la copropietaria del edificio y casera de April), una pequeña residencia para estudiantes, en el distrito New Venice de Newport, y se prepara para el test de admisión de VAVA, una de las mayores escuelas de arte del mundo. Además, tiene un empleo estable en el café Fringe para costearse la residencia y los estudios y dos buenos amigos: Charlie, quien persigue ser un gran bailarín, y Emma, quien intenta ser escultora holográfica. Lo único que la perturba son sus sueños, en los que ve dragones, seres extraños y lugares un tanto utópicos. Además, un hombre a quien ella conoce como un excéntrico local llamado Cortez – que es en realidad el Dragón Rojo de los Draic Kin y por lo tanto uno de sus parientes de sangre – le dice que sus sueños son en realidad más que imágenes sin fundamento.
La verdadera causa de todo esto está en el desequilibrio de la Balanza de Equilibrio entre Stark y Arcadia causada por la marcha del Guardián del equilibrio de su puesto, sin haber ocupado el cargo su sucesor. April es una de las primeras personas en saber esto, porque (tal y como informó Cortez) ella es una viajadora; una persona capaz de viajar entre los Mundos Gemelos. Tras pensárselo, April viaja a Arcadia a través de un portal abierto con la ayuda de Cortez, cuyo destino es Marcuria, capital de Ayrede, el País Reunificado, ubicado en Arcadia.
A pesar de su dificultad para aceptar la existencia de dos universos paralelos, April se convence de la realidad, y aprende la verdadera historia sobre la Balanza y los Mundos Gemelos. Para volver a su casa en Stark, al no poseer aún la capacidad de abrir una salida, pide ayuda a otro habitante de Stark, Brian Westhouse, quien llegó a Arcadia quince años atrás, a pesar de haber permanecido atrapado en el limbo que separa ambos mundos durante casi dos siglos.
A su regreso, Cortez la informa de la desaparición del Guardián, lo que compromete la situación de la Balanza ante ataques de su enemigo común, la Vanguardia, (también conocida como 'Iglesia de Voltec' en Stark) que sueña con reunir ambos mundos, ignorando los riesgos que esto conlleva. Para asegurar la Balanza y los Mundos Gemelos de su inminente colapso, April coopera con Cortez para encontrar al antiguo y al nuevo Guardián, para localizar la "puerta trasera" del Reino del Guardián y así salvar ambos mundos. Cortez, sin embargo, oculta a April que ella es la elegida para el viaje que es mencionado en las profecías.
April comienza a recavar información acerca de los Guardianes, que presuntamente habrían sido capturados por la Vangardia, y acerca de la propia Vanguardia. Para ello April consigue acceder a los archivos de la policía de Newport y con la ayuda del experto hacker Burns Flipper descubre que el Cuartel General de la Vanguardia se encuentra precisamente en Newport y que su líder es Jacob McAllen, quien más tarde resulta ser el Kin Verde. Mientras tanto la Vanguardia captura a Cortez; April ve la escena en un sueño y abre un portal hacia Arcadia inconscientemente.
Mientras está en Arcadia, April decide buscar las piezas de Disco de piedra, un artefacto vital para desbloquear la entrada al Reino de Guardian. Pronto descubre que el Disco está formado por cuatro partes que se encuentran repartidas entre cuatro pueblos mágicos de Arcadia para más seguridad, además de otras cuatro piedras preciosas llamadas Ojos de Dragón, cada una de las cuales pertenece a uno de los Draic Kin. Dado que dos de los Kin (Rojo y Verde) viven en Stark, Cortez decide buscar dichas joyas él mismo, mientras que April deberá encargarse del resto.
April se da cuenta de que deberá viajar a la isla de Alais, donde cabe la posibilidad de encontrar a uno de los Draic Kin así como conseguir más información acerca del disco y del Reino del Guardián. April obtendrá dicha información de los Alatien, una especie mágica famosa por recordar leyendas milenarias. Ella viaja hacia el norte de Marcuria y acaba con Roper Klacks, un alquimista que tiene atrapado al viento, lo que impide a los habitantes de Marcuria cualquier actividad marítima. Klacks es además un agente de la Vanguardia. En su viaje hacia el norte descubre a los Banda, una de las especies mágicas que posee una de las piezas del disco. April consigue ganarse su confianza y estos la entregan la pieza. Es invitada a pasar la noche en la cueva de los espíritus, y se ve forzada a confrontarse con su subconsciente así como descubrir que no está sola en su viaje. Además escucha que Charlie la ama. Tras regresar a Marcuria, el Vestrum Tobias, la cabeza de la Orden del Centinela, la informa de que ella es la próxima Guardiana y la entrega el Talismán de la balanza.

### Dreamfall
Esta sección contiene texto sobre el desarrollo del juego Dreamfall: The Longest Journey.
La secuela de "The Longest Journey", que transcurre pasados diez años de los anteriores hechos, muestra a una April abatida, repleta de demonios interiores y sin un rumbo específico en su vida; por ello, optó por no regresar a Stark y establecerse en Arcadia, concretamente en Marcuria. Allí, tras la invasión de la ciudad por parte de unos bárbaros cercanos, capitaneados por los agentes de La Vanguardia, son rechazados por los azadíes que, a su vez, toman la ciudad e intentan allí instaurar su religión, la única que éstos consideran verdadera.
Debido a estos acontecimientos, April se une a los rebeldes e intenta, al margen de la ley y de forma violenta, expulsar a los azadíes de Marcuria y devolver a la ciudad su antigua libertad.
Al final del juego, April es apuñalada por un soldado azadí y cae al agua, pero se desconoce si fallece o no. A pesar de la conmoción que este suceso causó en los fanes, Tørnquist optó por no esclarecer lo ocurrido, pero se presume que, debido a la importancia del personaje, April Ryan sobrevive a dicha agresión.

### Controversia del final de Dreamfall
Tras el final de Dreamfall, la muerte de April ha sido puesta en duda por muchos fanes que se niegan a creer que ha muerto. En la secuencia final, Faith le dice a Zoë que ha salvado a April, lo que parece indicar que April finalmente sobrevive. Además, inmediatamente después de ser ensartada por un azadí, April cae al pantano y su cuerpo no es encontrado. En The Longest Journey, April adquiere la habilidad de respirar bajo el agua, haciendo posible su huida. Otra posible evidencia de su supervivencia está en la 'banda sonora de Dreamfall: al final de la última canción, una voz fantasmagórica susurra "find April Ryan" (encuentra a April Ryan) y "save her" (sálvala). Por último, Lady Alvane, la narradora del primer juego, es supuestamente April de mayor, por lo que si hubiese muerto en el pantano Lady Alvane no podría existir.
Los escritores de Dreamfall, Ragnar Tørnquist y Dag Sheve, comentan que en términos de perder la fe (un tema recurrente del juego), April fue más allá de los otros dos personajes principales, lo que resultó en su "verdadera muerte". Tørnquist, sin embargo, señaló la ambigüedad del término "verdadera muerte", se negó a confirmar su estado, y añadió que "su influencia aun ha llegado a su fin. Es su historia de principio a fin.".

## Lady Alvane
Lady Alvane es una mujer anciana y sabía que vive en el misterioso reino conocido como la Casa de todos los Mundos. Un sinnúmero de especulaciones sobre su posible identidad como April del futuro ha dado los siguientes puntos de discusión:
- Un envejecido Cuervo aparece tras la marcha de sus invitados, y se hace referencia al papel de Alvane en la posterior Guerra del Equilibrio. Ellos mantienen un trato amistoso, que aparenta muchos años de vida en familia.
- En el índice de archivos del juego accesibles mediante el programa TLJ Viewer, Lady Alvane es denominada "Old April" (Vieja April).
- En la antigua página oficial de The Longest Journey había una declaración de Abnaxus que se refiere a "la Dama" guiándolos a través del Velo, un papel interpretado por April como la Kan-ang-la.
- Tørnquist ha intentado mantener la identidad de Alvane en la ambigüedad. Aun así, en algunas versiones no inglesas de The Longest Journey se refieren a ella como "April".

Con la salida de Dreamfall, nuevas preguntas acerca de Lady Alvane aparecieron, aunque ella misma no haga aparición en el juego:
- Considerando que el apellido de Kian Alvane no fue revelado antes de la publicación del juego, pero fue revelado en el transcurso del juego, ¿cuál es su conexión con Lady Alvane?
- Considerando el cambio de bando de Cuervo después de que April le decepcionara, ¿podría ser que se convirtiera en el compañero de Lady Alvane después de pasar a ser de Zoë?

Tras la salida de Dreamfall Chapters, queda finalmente desmentido dicho rumor, siendo Saga, quien adopta el apellido Alvane al ser adoptada por Kian, así como toma a Cuervo por mascota.